# Transition écologique des entreprises
Cet article concerne portail d'entrée à la transition écologique des entreprises développé par l'ADEME. Pour les autres significations, voir Transition écologique des entreprises (homonymie).
 (août 2025).
Transition écologique des entreprises est un service public numérique développé par l'Agence de l'environnement et de la maîtrise de l'énergie (ADEME) en partenariat avec Bpifrance, la Chambre de commerce et d'industrie en France, la Chambre de métiers et de l'artisanat en France, la Direction générale des Entreprises et le Commissariat général au développement durable.
Créée le 29 novembre 2023, la plateforme accompagne les TPE et PME dans leur transition écologique en leur donnant les moyens d’identifier leurs projets prioritaires, d’accéder aux aides publiques adaptées à leur situation et de mobiliser des conseillers pour concrétiser leurs démarches. L’objectif est de massifier le passage à l’action des acteurs économiques, en particulier des TPE et PME françaises.
Ce service public permet aux entreprises de trouver des projets et des aides publiques (formations, subventions, études, prêts publics, avantages fiscaux) dans plusieurs domaines environnementaux : énergie, rénovation, mobilité, eau, écoconception, déchets, rse, biodiversité, etc.

## Historique

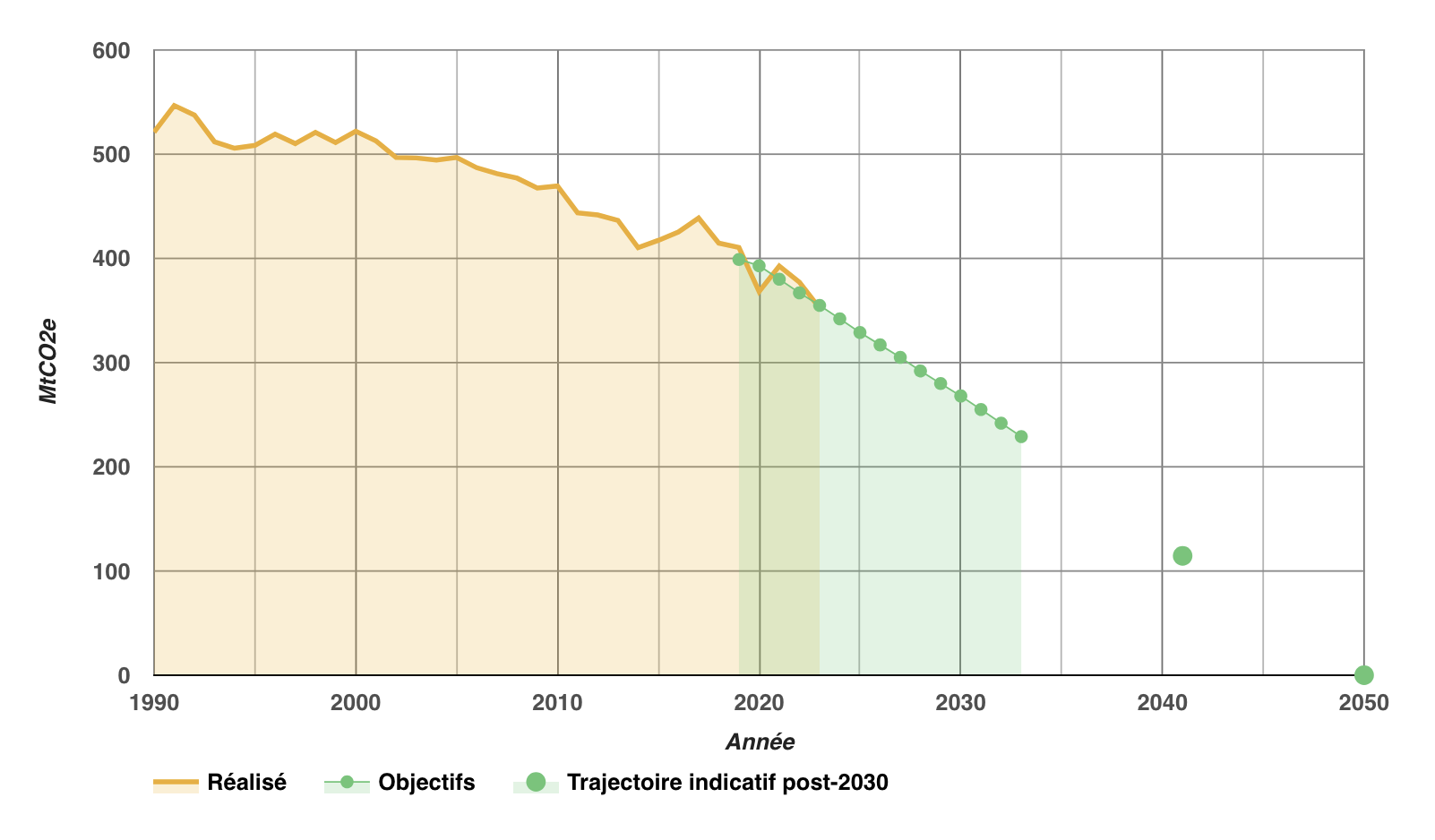
Émissions nettes de gaz à effet de serre en France depuis 1990, avec nos objectifs fixés par la Stratégie nationale bas carbone jusqu'à 2050.

La plateforme a été lancé une première fois en décembre 2021, par Barbara Pompili, Ministre de la Transition Ecologique.
Face à la volonté croissante de simplifier les démarches administratives des entreprises, à l’évolution constante des dispositifs d’aides et à la priorité gouvernementale de planifier et accélérer la transition écologique, le service a été refondu et amélioré. Il a été officiellement inauguré le 29 novembre 2023 par Mme Olivia Grégoire, ministre déléguée chargée des Petites et moyennes entreprises, du Commerce, de l’Artisanat et du Tourisme, Mme Agnès Pannier-Runacher, ministre de la Transition énergétique, et M. Christophe Béchu, ministre de la Transition écologique et de la Cohésion des territoires,.

## Contenu

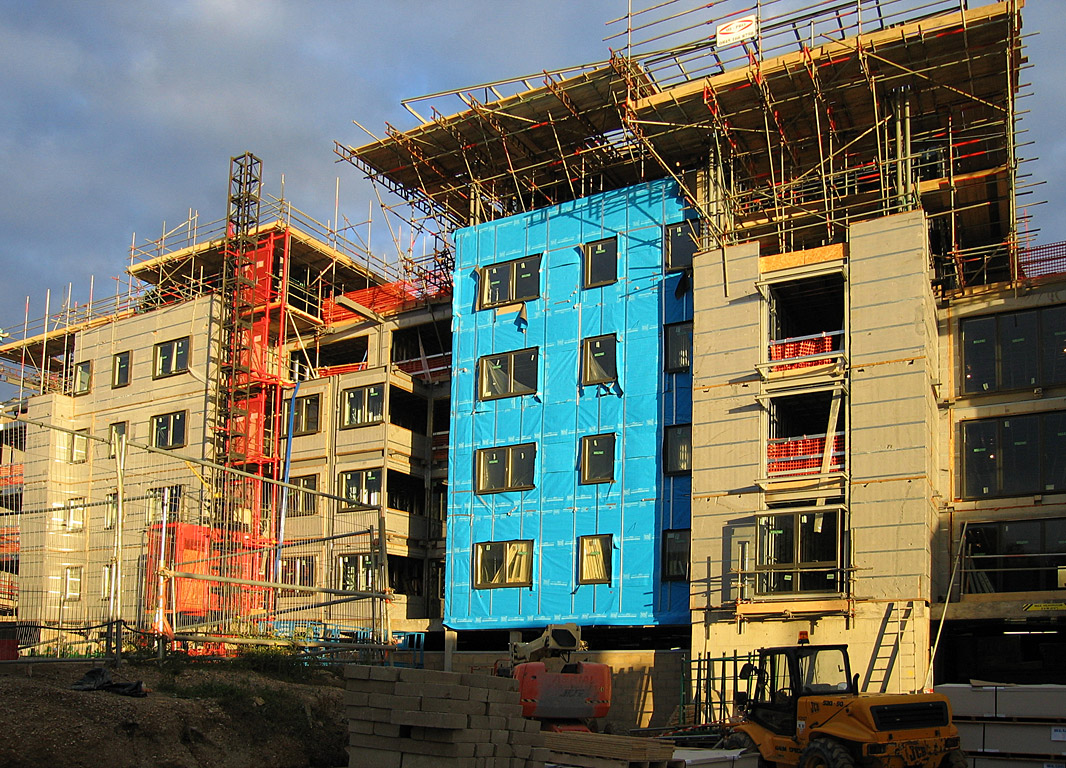
Le projet d'isolation thermique est un exemple de projet permettant d'allier économies avec écologie, comme le présente Transition écologique des entreprises.

En France, nous avons l'objectif de réduire nos émissions carbones suivant la Stratégie nationale bas carbone afin d'atteindre la neutralité carbone en 2050, et à diminuer notre consommation d’énergie dans le cadre de la Programmation pluriannuelle de l'énergie.
Comme son nom l'indique, le service "Transition écologique des entreprises" vise à faciliter le passage à l’action des entreprises grâce à un annuaire des aides et projets écologiques. Développé en TypeScript et publié sous licence GNU Affero General Public License, l'outil permet de filtrer rapidement les dispositifs selon la taille, la localisation ou le secteur d’activité d’une entreprise. La plateforme centralise ainsi le contenu fourni par l’ensemble des opérateurs de l’État, rédigé dans un format clair et accessible pour les dirigeants.
Transition écologique des entreprise complète d’autres outils de l’ADEME, comme le service Nos gestes climat qui permet à chacun d’estimer son empreinte carbone globale, et Impact CO2 qui vulgarise et valorise les données environnementales de l’ADEME.

## Utilisation
À titre d’exemple, au mois de juillet 2025, le service a accueilli plus de 9 000 entreprises sur son site et a permis à plus de 1 000 d’entre elles d’initier leur transition écologique.
Dans ce contexte, « initier sa transition écologique » signifie solliciter une demande de subvention ou accéder à des ressources d’approfondissement sur un sujet de transition écologique. 